# Lang Ping

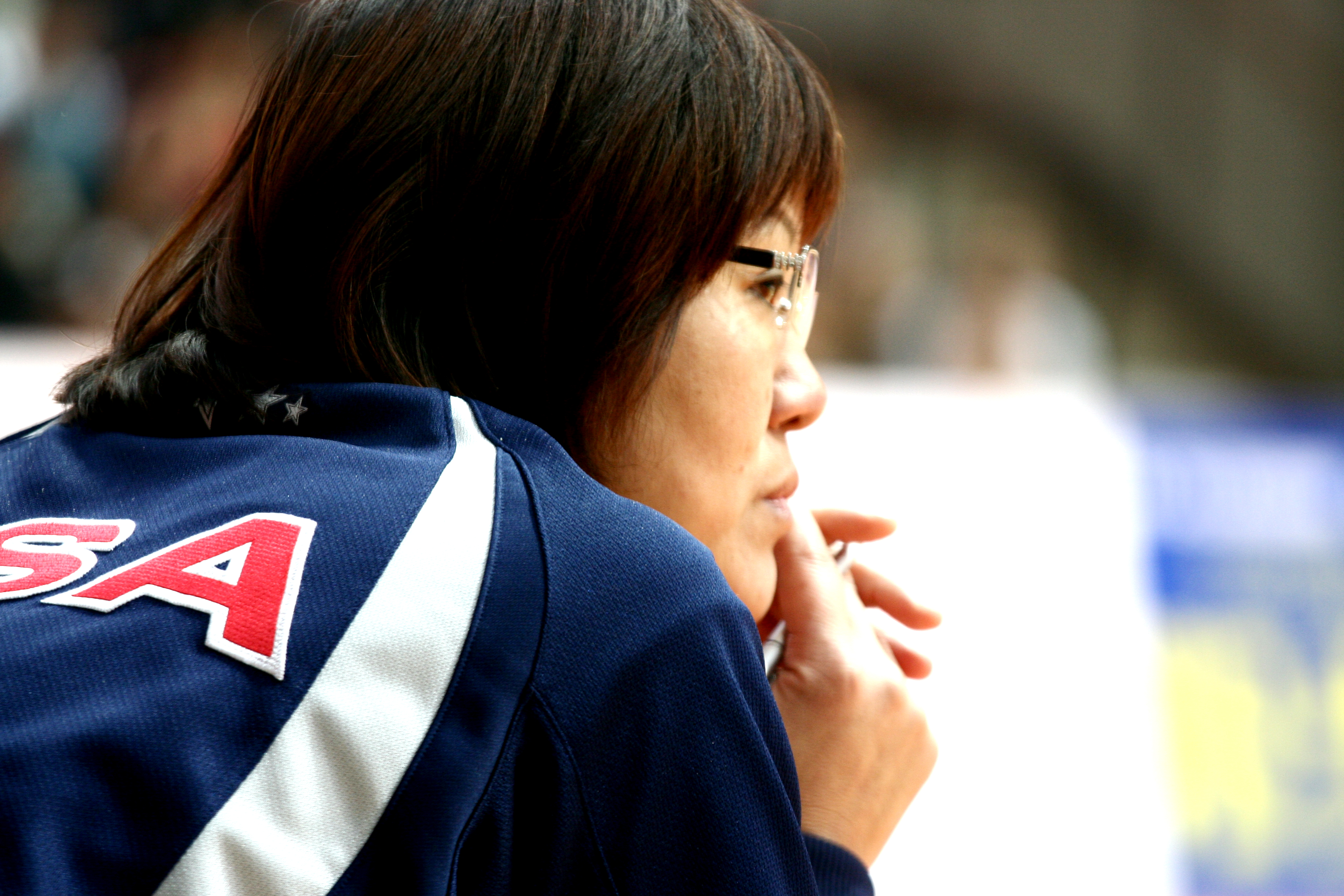
Lang Ping trenerem reprezentacji Stanów Zjednoczonych

Lang Ping, znana jako Jenny Lang Ping (chiń. 郎平; ur. 10 grudnia 1960 w Pekinie) – chińska siatkarka, trenerka reprezentacji Chin.

## Kariera zawodnicza
W wieku 13 lat Lang rozpoczęła naukę gry w siatkówkę w szkole sportowej w Pekinie, a do drużyny narodowej została powołana 5 lat później. W latach 80. XX w. była gwiazdą reprezentacji Chin, grającą na pozycji atakującej. Ze swoją drużyną narodową zdobyła złoty medal na Igrzyskach Olimpijskich w Los Angeles w 1984 i na Mistrzostwach Świata w 1982, wygrała również Puchar Świata w 1981 oraz 1985 roku.
Sukcesy na parkiecie siatkarskim przełożyły się na jej ogromną popularność w Chinach. Zyskała przydomek „Jenny”, czyli „Żelazny młot”.

## Kariera trenerska
Karierę trenerską rozpoczęła w 1987. Była asystentem trenera na uniwersytecie w Nowym Meksyku w latach 1987–1989 oraz 1992–1993. W latach 1995–1998 była trenerką reprezentacji Chin siatkarek, którą poprowadziła do srebrnego medalu na Igrzyskach Olimpijskich w Atlancie w 1996 oraz na Mistrzostwach Świata w 1998.
W następnych latach trenowała kluby z włoskiej Serie A. Z jednym z nich, Edison Modena, z którą wygrała Ligę Mistrzyń w 2001.
W latach 2005–2008 była trenerką reprezentacji USA i wraz z nią sięgnęła po srebrny medal Igrzysk Olimpijskich w 2008 w Pekinie.
W latach 2008–2009 prowadziła turecki zespół Türk Telekom Ankara. Od 2009 była szkoleniowcem chińskiego klubu Guangdong Evergrande, a w 2013 wróciła na stanowisko trenera reprezentacji Chin. W 2014 ze swoimi podopiecznymi zdobyła srebrny medal Mistrzostw Świata, a w 2016 Mistrzostwo Olimpijskie. Została tym samym pierwszą osobą, która wygrała Igrzyska Olimpijskie w siatkówce jako zawodnik i jako trener.

## Osiągnięcia
W 2002 została uhonorowana członkostwem w Volleyball Hall of Fame. FIVB nadała jej tytuł Trenera Roku 1996.

## Przebieg kariery
| Kariera siatkarska        | Kariera siatkarska              | Kariera siatkarska | Kariera siatkarska | Kariera siatkarska | Kariera siatkarska | Kariera siatkarska |
| Lata                      | Kluby                           | Kluby              |                    |                    |                    |                    |
| ------------------------- | ------------------------------- | ------------------ | ------------------ | ------------------ | ------------------ | ------------------ |
| 1983–1986                 | Beijing BAW                     | Beijing BAW        |                    |                    |                    |                    |
| 1989–1990                 | Volley Modena                   | Volley Modena      |                    |                    |                    |                    |
| Kariera trenerska         |                                 |                    |                    |                    |                    |                    |
| Lata                      | Drużyna                         | Funkcja            |                    |                    |                    |                    |
| 1987–1989                 | University of New Mexico        | asystent trenera   |                    |                    |                    |                    |
| 1992–1993                 | University of New Mexico        | asystent trenera   |                    |                    |                    |                    |
| 1995–1998                 | Chiny                           | I trener           |                    |                    |                    |                    |
| 1999–2002                 | Edison Modena                   | I trener           |                    |                    |                    |                    |
| 2002–2004 (od 15.11.2002) | Asystel Novara                  | I trener           |                    |                    |                    |                    |
| 2004–2005 (od 07.01.2005) | Monte Schiavo Banca Marche Jesi | I trener           |                    |                    |                    |                    |
| 2005–2008                 | Stany Zjednoczone               | I trener           |                    |                    |                    |                    |
| 2008–2009                 | Türk Telekom Ankara             | I trener           |                    |                    |                    |                    |
| 2009–2014                 | Guangdong Evergrande            | I trener           |                    |                    |                    |                    |
| 2013–2021                 | Chiny                           | I trener           |                    |                    |                    |                    |

## Jako zawodniczka

### Sukcesy reprezentacyjne
Igrzyska Azjatyckie:
- 1982
- 1978

Puchar Świata:
- 1981, 1985

Mistrzostwa Świata:
- 1982
- 1990

Mistrzostwa Azji:
- 1983

Igrzyska Olimpijskie:
- 1984

### Nagrody indywidualne
- 1982: MVP Mistrzostw Świata
- 1984: MVP Igrzysk Olimpijskich
- 1985: MVP Pucharu Świata

## Jako trener

### Sukcesy klubowe
Liga włoska:
- 2000
- 2003, 2004

Liga Mistrzyń:
- 2001

Puchar Włoch:
- 2002, 2004

Puchar CEV:
- 2002, 2003
- 2005

Superpuchar Włoch:
- 2003

Liga turecka:
- 2009

Liga chińska:
- 2012
- 2011, 2013

Klubowe Mistrzostwa Azji:
- 2013

Klubowe Mistrzostwa Świata:
- 2013

### Sukcesy reprezentacyjne
z reprezentacją Chin
Mistrzostwa Azji:
- 1995, 1997, 2015

Puchar Świata:
- 2015, 2019
- 1995

Igrzyska Olimpijskie:
- 2016
- 1996

Mistrzostwa Świata:
- 1998, 2014
- 2018

Grand Prix:
- 2013

Puchar Wielkich Mistrzyń:
- 2017

Liga Narodów:
- 2018, 2019

z reprezentacją Stanów Zjednoczonych
Mistrzostwa Ameryki Północnej, Środkowej i Karaibów:
- 2005
- 2007

Puchar Wielkich Mistrzyń:
- 2005

Puchar Świata:
- 2007

Igrzyska Olimpijskie:
- 2008